# Ferdinand Heidkamp
Paul-Ferdinand Heidkamp (* 14. September 1944 in Düsseldorf; † 28. Juni 2019 in Bastia) war ein deutscher Fußballprofi. Der Defensivspieler absolvierte von 1968 bis 1971 für die zwei Vereine Kickers Offenbach und Borussia Dortmund insgesamt 81 Spiele in der Fußball-Bundesliga und erzielte dabei als Verteidiger zwei Tore.

## Karriere
Bereits als A-Jugendfußballer bei seinem Heimatverein SV Schlebusch machte der Defensivspieler auf sich aufmerksam. Der DFB berief den zweikampfstarken Junior aus Schlebusch im Februar und März 1963 in die Deutsche Jugend-Fußballnationalmannschaft für die zwei Qualifikationsspiele gegen Österreich. Heidkamp spielte Mittelläufer im damaligen WM-System und war damit der Abwehrchef. Nach dem Durchsetzen in der Quali gehörte er auch dem DFB-Aufgebot für das UEFA-Juniorenturnier im April an. Er spielte in den drei Gruppenspielen gegen Griechenland (2:7), Schottland (2:1) und die Schweiz (2:1), wie in der Qualifikation als Mittelläufer. Im Angriff zählten Helmut Sandmann, Klaus Zaczyk, Willi Dürrschnabel und Günter Netzer zu seinen Mitspielern.
Zu Beginn seiner Karriere im Seniorenbereich spielt er in der Saison 1963/64 beim SC Viktoria Köln in der Fußball-Regionalliga West unter Trainer Hennes Weisweiler. In zwei Regionalliga-Spielzeiten war er in 44 Meisterschaftsspielen für die Viktoria im Einsatz, um dann von 1965 bis 1967 bei Hamborn 07 zu spielen, ehe er zu den ambitionierten Kickers Offenbach wechselte. In der damals zweitklassigen Regionalliga West hatte er es von 1963 bis 1967 auf 88 Ligaspiele gebracht. Die Elf vom Bieberer Berg hatte zwar bereits 1966 und 1967 die Aufstiegsrunde zur Fußball-Bundesliga erreicht, aber jeweils nicht erfolgreich abgeschlossen. In der Saison 1967/68 stieg Heidkamp nach der Vizemeisterschaft im Süden – er hatte dabei 32 Ligaspiele für den OFC bestritten – dann mit den Offenbacher Kickers als Gruppensieger in der Aufstiegsrunde – darin hatte Heidkamp alle acht Spiele für Offenbach absolviert und ein Tor erzielt – in die erste Fußballbundesliga auf. Am ersten Spieltag der Saison 1968/69 debütierte Heidkamp mit Offenbach in der Bundesliga. Das Spiel wurde am 17. August 1968 beim 1. FC Köln mit 1:2 Toren verloren. Insgesamt spielte er in dieser Runde 31 Bundesligaspielen mit Rudolf Wimmer, Egon Schmitt, Hermann Nuber, Roland Weida und Gerd Becker zusammen. Die Kickers stiegen aber mit 28:40 Punkten in die Regionalliga ab und Heidkamp unterschrieb deshalb zur Runde 1969/70 bei Borussia Dortmund, dem 16. der BL-Tabelle, einen Vertrag und kehrte damit in den Fußball-Westen zurück.
Beim BVB spielte er mit heute so bekannten Fußballgrößen wie Jürgen Rynio, Rudi Assauer, Sigfried Held und Hoppy Kurrat in einer Mannschaft. In seiner ersten Saison bei den Schwarz-Gelben kam Dortmund auf den fünften Rang und Heidkamp hatte in 30 Spielen dabei mitgewirkt. In der zweiten Dortmunder Saison lief er nochmals in 20 weiteren Bundesligaspielen auf und der BVB belegte unter Trainer Horst Witzler den 13. Rang. Nach einer Saison in Belgien beim KFC Diest, heuerte er dann in Frankreich an. Hier absolvierte hier für die Clubs SC Bastia, OSC Lille und den GFCO Ajaccio bis 1978 insgesamt 144 Spiele in der französischen Ligue 1 (damals Division 1) und im Pokal.